# 시데롭스
시데롭스(Siderops)는 중생대 쥐라기 전기, 오늘날 오스트레일리아 일대에서 서식한 양서류의 일종이다. 전체 몸 길이는 약 2.5m~3m정도이고, 체중은 150kg정도 되었을 것으로 추정된다. 학명은 '철의 얼굴'이라는 의미를 갖고 있다. 화석은 오스트레일리아의 퀸즐랜드 부근에서 철광석 속에 거의 완전한 상태로 발견되었다. 물고기나 곤충을 잡아먹는 육식성이었을 것으로 보인다.